# Jan Långbens problem
Jan Långbens problem (även Jan Långbens sömnlösa natt) (engelska: How to Sleep) är en amerikansk animerad kortfilm med Långben från 1953.

## Handling
Långben lider av sömnproblem och kan inte somna i sin egen säng; däremot kan han somna på exempelvis jobbet eller i bilen. Efter flera misslyckade försök att sova tar han hjälp av en forskare.

## Om filmen
Filmen har givits ut på VHS och DVD och finns dubbad till svenska.

## Rollista (i urval)
- Pinto Colvig – Långben[7]
- June Foray – Långbens fru, Långbens son[4]